# Scrupocellaria macrorhyncha
Scrupocellaria macrorhyncha är en mossdjursart som beskrevs av Marie Clément Gaston Gautier 1962. Scrupocellaria macrorhyncha ingår i släktet Scrupocellaria och familjen Candidae. Inga underarter finns listade i Catalogue of Life.